# کوه کورویانیتو
کوه کورویانیتو (به لاتین: Mount Koroyanitu) یک منطقهٔ مسکونی در فیجی است که در فیجی واقع شده‌است. کوه کورویانیتو ۱٬۱۹۵ متر بالاتر از سطح دریا واقع شده‌است.